# Lubuski Park Przemysłowo-Technologiczny
Lubuski Park Przemysłowo-Technologiczny Sp. z o.o. — powstały na terenie Zielonej Góry park technologiczny będący wspólną inicjatywą Uniwersytetu Zielonogórskiego, władz województwa lubuskiego, miasta Zielona Góra, byłej gminy Zielona Góra oraz Kostrzyńsko-Słubickiej Specjalnej Strefy Ekonomicznej mający na celu wspieranie rozwoju gospodarki regionu woj. lubuskiego poprzez tworzenie nowych miejsc pracy, przyciąganie inwestorów oraz połączenie sfery nauki i biznesu. 
14 maja 2010 w celu zarządzania Parkiem powołana została spółka „Lubuski Park Przemysłowo-Technologiczny Sp. z o.o.”, której głównymi udziałowcami są miasto Zielona Góra, Urząd Marszałkowski województwa lubuskiego oraz Uniwersytet Zielonogórski (po 30% udziałów); 9% udziałów posiada gmina Zielona Góra, a pozostałe 1% Kostrzyńsko-Słubicka Specjalna Strefa Ekonomiczna. Od 2 sierpnia 2010 stanowisko prezesa spółki pełni Arkadiusz Kowalewski, były menedżer ds. inwestycji K-SSSE.
Powierzchnia całkowita Lubuskiego Parku Przemysłowo-Technologicznego wynosi 173,3 ha, spośród których 126,8 ha wchodzi w skład Kostrzyńsko-Słubickiej Specjalnej Strefy Ekonomicznej, a 41,01 ha tworzy Park Naukowo-Technologiczny Uniwersytetu Zielonogórskiego. 
Budowa LPPT współfinansowana została m.in. przez Ministra Nauki i Szkolnictwa Wyższego (wkład własny Uniwersytetu Zielonogórskiego) oraz Unię Europejską w ramach Lubuskiego Regionalnego Programu Operacyjnego (Europejski Fundusz Rozwoju Regionalnego). 

## Firmy obecne na terenie LPP-T[9]
- Hargassner Holding/Hargassner Polska,
- eobuwie.pl Logistics,
- LUG Light Factory,
- Digital Technology Poland DTP Ltd.,
- Arsenal PL,
- BWK Logistic,
- Perceptus Sp. z o.o.,
- Styropmin,
- Ekoenergetyka-Polska,
- Lubuskie Centrum Logistyczne,
- HUT Technika Środowiska,
- Brinkmann Manufaktur,
- IDEAL Automotive Zielona Góra,
- Modivo,
- Spinko Moto,
- BOLL,
- Panattoni/Accolade - wynajmuje powierzchnie:
- REAC Components,
- Fiege,
- Expondo,
- Geodis,
- Swiss Krono,
- CNH Industrial,
- Raben,
- InPost,
- Sportano,
- Wyborowa PR,
- ECE Logistics
- Cyber Security Lab Sp. z o.o.

## Park Naukowo-Technologiczny Uniwersytetu Zielonogórskiego Sp. z o.o.
W ramach Parku Przemysłowo-Technologicznego na terenie ówczesnej gminy Zielona Góra (obecnie dzielnica Nowe Miasto) we wsi Nowy Kisielin powstał Park Naukowo-Technologiczny Uniwersytetu Zielonogórskiego z siedzibą w odrestaurowanej tzw. Starej Willi z początku XX wieku.
Grunty, na których znajduje się Park Naukowo-Technologiczny, zostały w 1998 nieodpłatnie przekazane przez zielonogórski oddział Agencji Własności Rolnej Skarbu Państwa na rzecz ówczesnej Politechniki Zielonogórskiej wraz z zabudowaniami we wsiach Nowy Kisielin, Jany i Przytok; łączna powierzchnia przekazanych gruntów wynosiła 389,55 ha, spośród których teren Parku objął 50,72 ha. Tereny te znajdują się w odległości ok. 4,5 km od drogi ekspresowej S3, z którą zostały połączone obwodnicą Nowego Kisielina, a także ok. 50 km od autostrad A2 i A4/A18;  przez teren Parku przebiega także droga Zielona Góra-Milsko, gdzie w 2023 wybudowano most przez Odrę w kierunku Leszna.
Na terenie Parku Naukowo-Technologicznego, obok Centrum Logistycznego i Platformy na Rzecz Nauki i Gospodarki, znajdują się nowoczesne laboratoria i siedziby takich instytucji jak: Centrum Technologii Informatycznych, Centrum Budownictwa Zrównoważonego i Energii oraz Centrum Innowacji: Technologie dla Zdrowia Człowieka oraz Inkubator Przedsiębiorczości.
Od 2023 na terenie Parku funkcjonuje Park Technologii Kosmicznych  stworzony m.in. przy udziale samorządu województwa lubuskiego, UZ, Polskiej Akademii Nauk oraz firmy Hertz Systems. Na jego terenie powstaje siedem laboratoriów, m.in. elektroniki satelitarnej czy też pomieszczenie do czystego montażu satelitów.